# Anglure-sous-Dun
Pour les articles homonymes, voir Dun.
Anglure-sous-Dun est une commune française située dans le département de Saône-et-Loire en région Bourgogne-Franche-Comté.

## Géographie
Anglure-sous-Dun fait partie du Brionnais. Elle est située à 5,5 kilomètres de Chauffailles.

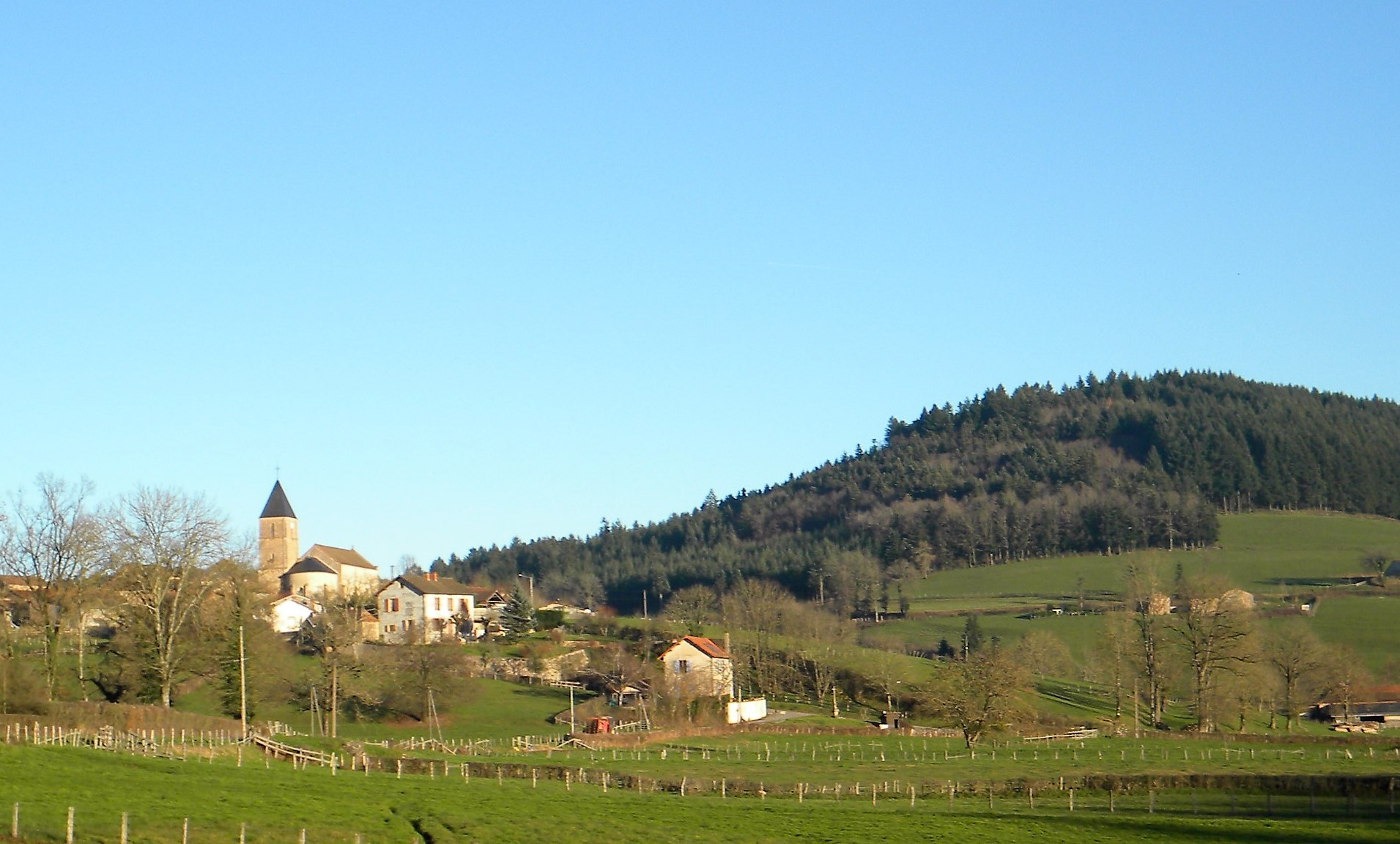
Vue du village.

### Climat
Pour des articles plus généraux, voir Climat de la Bourgogne-Franche-Comté et Climat de Saône-et-Loire.
En 2010, le climat de la commune est de type climat océanique dégradé des plaines du Centre et du Nord, selon une étude du Centre national de la recherche scientifique s'appuyant sur une série de données couvrant la période 1971-2000. En 2020, Météo-France publie une typologie des climats de la France métropolitaine dans laquelle la commune est exposée à un climat de montagne ou de marges de montagne et est dans la région climatique Centre et contreforts nord du Massif Central, caractérisée par un air sec en été et un bon ensoleillement.
Pour la période 1971-2000, la température annuelle moyenne est de 10,1 °C, avec une amplitude thermique annuelle de 16,9 °C. Le cumul annuel moyen de précipitations est de 969 mm, avec 12,1 jours de précipitations en janvier et 7,8 jours en juillet. Pour la période 1991-2020, la température moyenne annuelle observée sur la station météorologique de Météo-France la plus proche, « Matour_sapc », sur la commune de Matour à 13 km à vol d'oiseau, est de 11,0 °C et le cumul annuel moyen de précipitations est de 1 029,8 mm. 
La température maximale relevée sur cette station est de 39 °C, atteinte le 24 juillet 2019 ; la température minimale est de −16,4 °C, atteinte le 5 février 2012,,.
Les paramètres climatiques de la commune ont été estimés pour le milieu du siècle (2041-2070) selon différents scénarios d'émission de gaz à effet de serre à partir des nouvelles projections climatiques de référence DRIAS-2020. Ils sont consultables sur un site dédié publié par Météo-France en novembre 2022.

## Urbanisme

### Typologie
Au 1er janvier 2024, Anglure-sous-Dun est catégorisée commune rurale à habitat très dispersé, selon la nouvelle grille communale de densité à sept niveaux définie par l'Insee en 2022.
Elle est située hors unité urbaine. Par ailleurs la commune fait partie de l'aire d'attraction de Chauffailles, dont elle est une commune de la couronne,. Cette aire, qui regroupe 9 communes, est catégorisée dans les aires de moins de 50 000 habitants,.

### Occupation des sols
L'occupation des sols de la commune, telle qu'elle ressort de la base de données européenne d’occupation biophysique des sols Corine Land Cover (CLC), est marquée par l'importance des territoires agricoles (66,5 % en 2018), en augmentation par rapport à 1990 (60,2 %). La répartition détaillée en 2018 est la suivante : prairies (66,4 %), forêts (33,5 %), zones agricoles hétérogènes (0,1 %). L'évolution de l’occupation des sols de la commune et de ses infrastructures peut être observée sur les différentes représentations cartographiques du territoire : la carte de Cassini (XVIIIe siècle), la carte d'état-major (1820-1866) et les cartes ou photos aériennes de l'IGN pour la période actuelle (1950 à aujourd'hui).

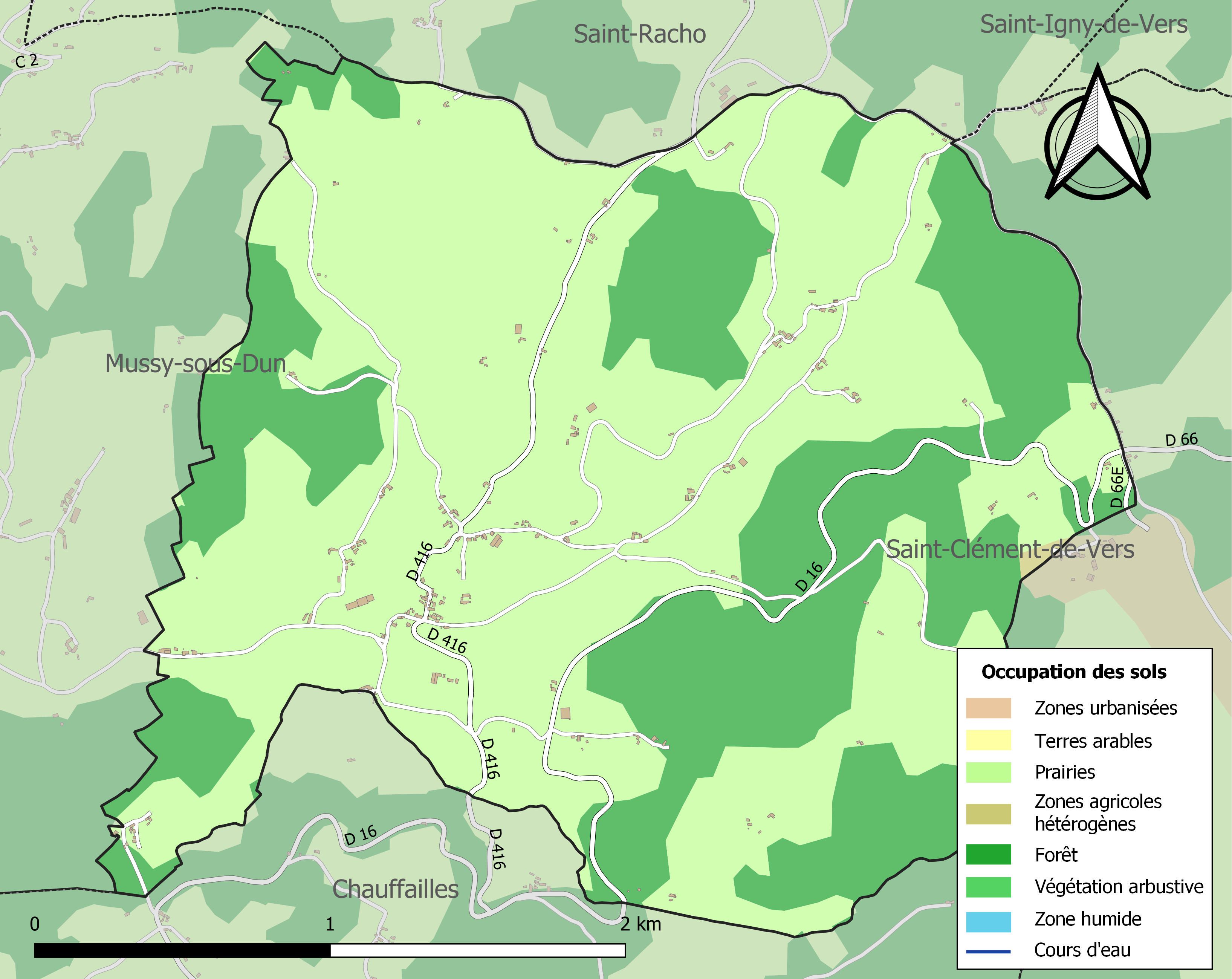
Carte des infrastructures et de l'occupation des sols de la commune en 2018 (CLC).

## Toponymie
Le nom de la commune vient de la famille Noblet d'Anglure qui possédait un château, en grande partie détruit lors de la Révolution française de 1789.

## Histoire
Par Lettres de mai 1715, le roi Louis XIV érigea en marquisat les terres d'Anglure, Chauffailles en partie, Montchanin, Montgeffond, Avaize et Grand Vaux sous le nom de Noblet d'Anglure, en faveur de Bernard de Noblet de Chénelette, lieutenant des maréchaux de France en Mâconnais.
Le 1er septembre 1869, Anglure-sous-Dun, alors hameau de Mussy-Sous-Dun, devient une commune à part entière.

## Politique et administration

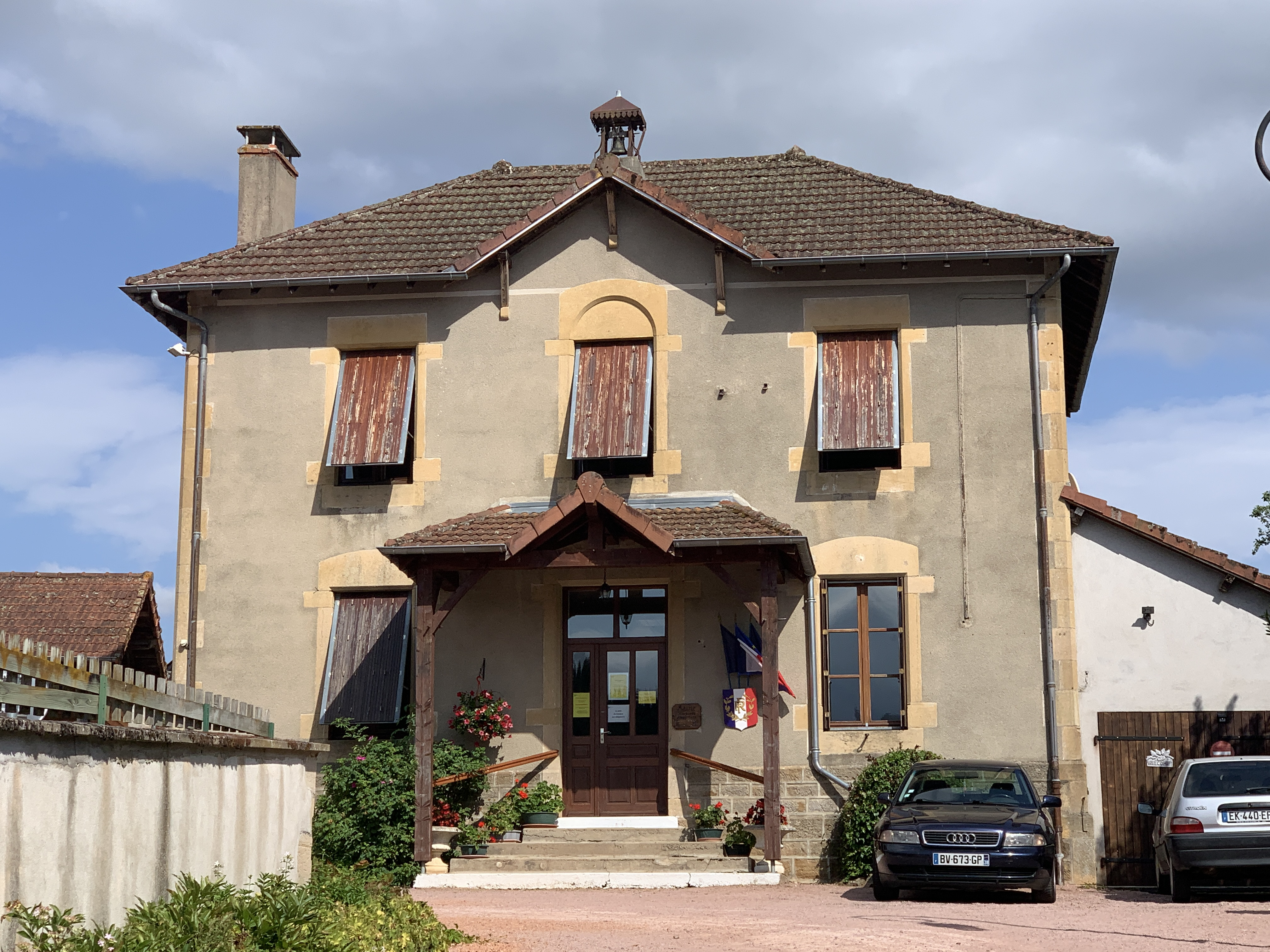
La mairie.

| Période                                  | Période   | Identité           | Étiquette | Qualité |
| ---------------------------------------- | --------- | ------------------ | --------- | ------- |
| juin 1995                                | mars 2014 | Georgette Jolivet  |           |         |
| mars 2014                                | en cours  | Jean-Claude Vassan |           |         |
| Les données manquantes sont à compléter. |           |                    |           |         |

## Démographie
Les habitants sont nommés les Anglurains, Angluron.

L'évolution du nombre d'habitants est connue à travers les recensements de la population effectués dans la commune depuis 1872. Pour les communes de moins de 10 000 habitants, une enquête de recensement portant sur toute la population est réalisée tous les cinq ans, les populations de référence des années intermédiaires étant quant à elles estimées par interpolation ou extrapolation. Pour la commune, le premier recensement exhaustif entrant dans le cadre du nouveau dispositif a été réalisé en 2006.

En 2022, la commune comptait 146 habitants, en évolution de −7,59 % par rapport à 2016 (Saône-et-Loire : −1,06 %, France hors Mayotte : +2,11 %).
| 1872 | 1876 | 1881 | 1886 | 1891 | 1896 | 1901 | 1906 | 1911 |
| ---- | ---- | ---- | ---- | ---- | ---- | ---- | ---- | ---- |
| 570  | 564  | 546  | 522  | 488  | 468  | 488  | 470  | 417  |

| 1921 | 1926 | 1931 | 1936 | 1946 | 1954 | 1962 | 1968 | 1975 |
| ---- | ---- | ---- | ---- | ---- | ---- | ---- | ---- | ---- |
| 349  | 336  | 325  | 270  | 245  | 250  | 222  | 217  | 188  |

| 1982 | 1990 | 1999 | 2006 | 2011 | 2016 | 2021 | 2022 | - |
| ---- | ---- | ---- | ---- | ---- | ---- | ---- | ---- | - |
| 154  | 138  | 148  | 164  | 172  | 158  | 148  | 146  | - |

## Culture locale et patrimoine

### Lieux et monuments
Sont à voir à Anglure-sous-Dun :
- le château d'Anglure-sur-Dun[13].

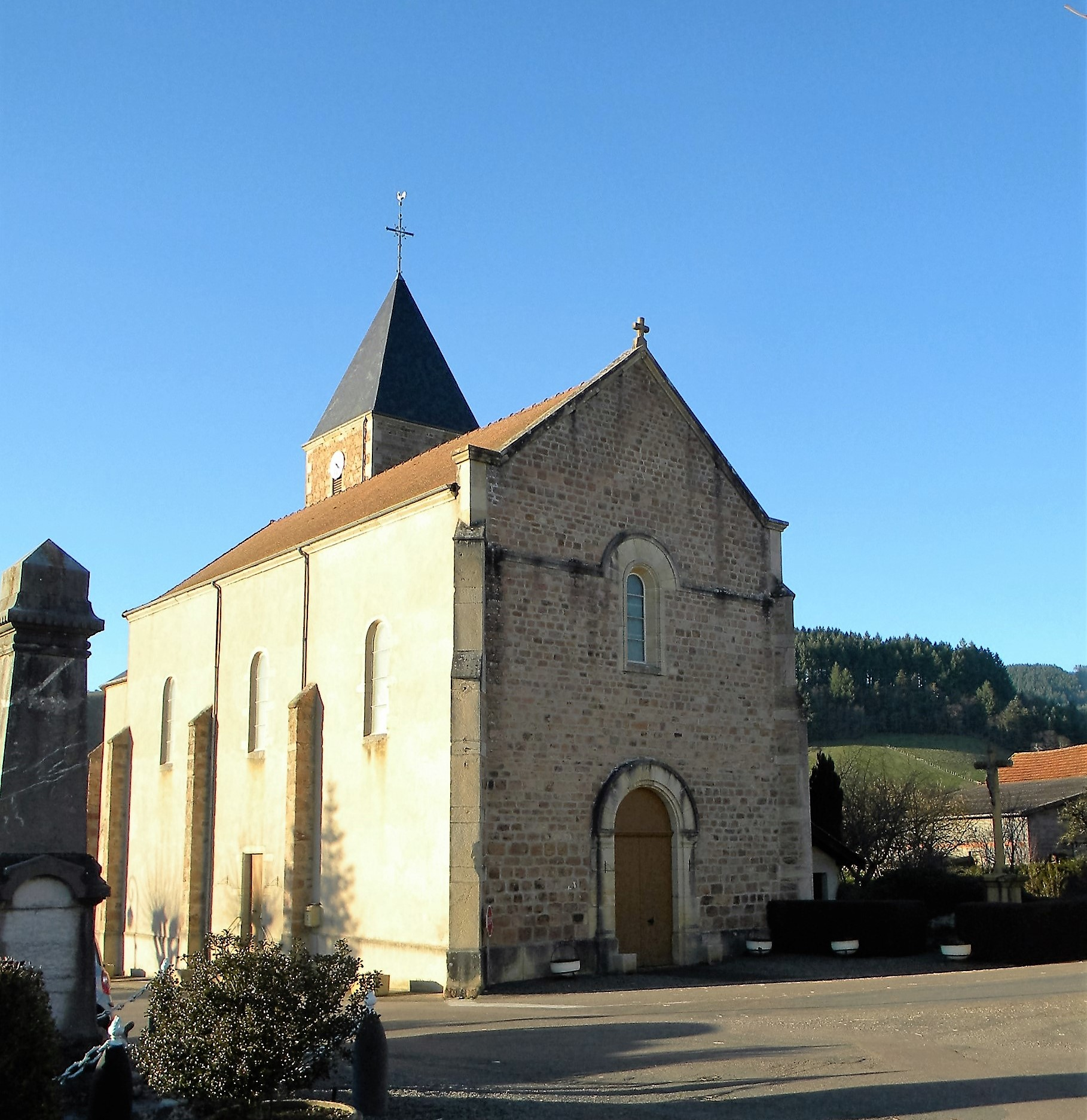
L'église Saint-Hugues.

- l'église Saint-Hugues, la seule du diocèse d'Autun qui soit placée sous le vocable de saint Hugues, ancien abbé de Cluny (elle renferme un chemin de croix offert par l'empereur Napoléon III tandis que le clocher abrite deux cloches fondues en 1872[23]) ;
- la chapelle du Pontet (du nom du lieu-dit), construite en 1875 à l'initiative de l'abbé Veylon (édifice restauré en 1979).

## Pour approfondir